# История провинции Хубэй
История провинции Хубэй — цепь важнейших событий от доисторической эпохи до нового времени, происходивших на территории современной китайской провинции Хубэй.

## Доисторическая и ранняя историческая эпоха

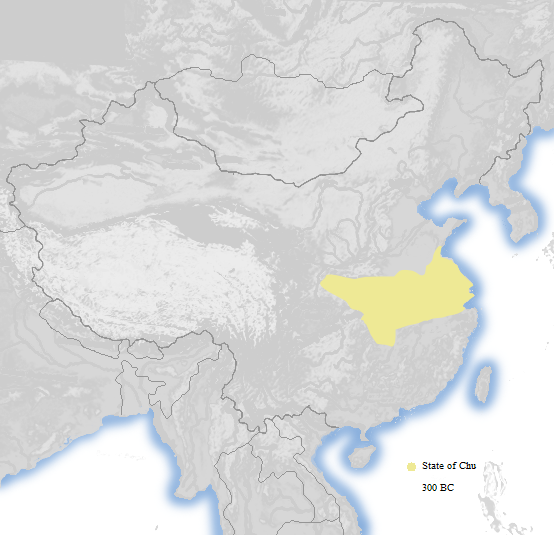
Царство Чу в III веке до н.э.

На территории городского уезда Цзиншань археологами были найдены следы культуры Цюйцзялин, что доказывает, что люди обитали в этом регионе уже 4 тысячи лет назад.
В период «Вёсен и осеней» (770—475 года до н. э.) все царства на территории современной провинции Хубэй были постепенно поглощены царством Чу.  В 689 году до н. э. чуский царь Вэнь перенёс сюда, в Ин (на земли современного Цзинчжоу), столицу царства, и она оставалась здесь в течение четырёх веков, поэтому западная часть провинции Хубэй считается центром происхождения чуской культуры.

## Время первых централизованных империй
В 278 году до н. э. Бай Ци захватил Чу, и эти земли вошли в состав царства Цинь, впоследствии объединившего все китайские земли в первую в истории Китая централизованную империю. Из-за практики табу на имена, чтобы избежать использования иероглифа «Чу» (楚), входившего в личное имя Ин Цзычу (отца первого императора Цинь Шихуанди), он был выведен из употребления, а вместо него в топонимах стали использовать иероглиф «Цзин» (荆) из названия горы Цзиншань (на территории современного уезда Наньчжан).

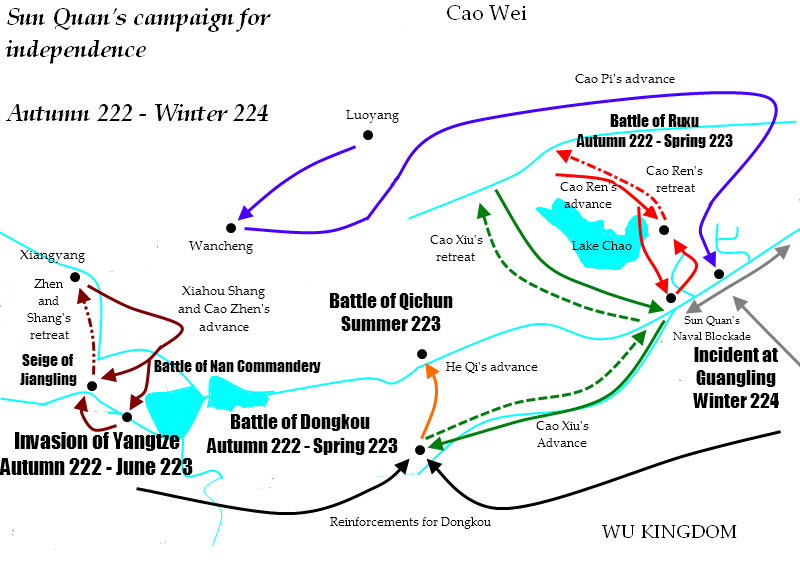
Установление Сунь Цюанем в 220-х годах контроля над территорией, впоследствии ставшей царством У

Во времена империи Хань на землях современной провинции Хубэй находились округа Цзянся (江夏郡) и Наньцзюнь (南郡), входившие в состав провинции Цзинчжоу (荆州).
В эпоху Троецарствия эти земли стали ареной борьбы между царствами У (на востоке) и Шу (на западе). В 221 году Сунь Цюань образовал округ Учан (武昌郡), власти которого разместились в уезде Учан (современный Эчжоу).

## Раннее Средневековье
В эпоху Южных и Северных династий территория провинции входила в состав империй, где правили сменявшие друг друга Южные Династии.
Во времена империи Суй и сменившей её империи Тан земли современной провинции Хубэй входили в состав четырёх регионов-дао

## Империи Сун и Юань

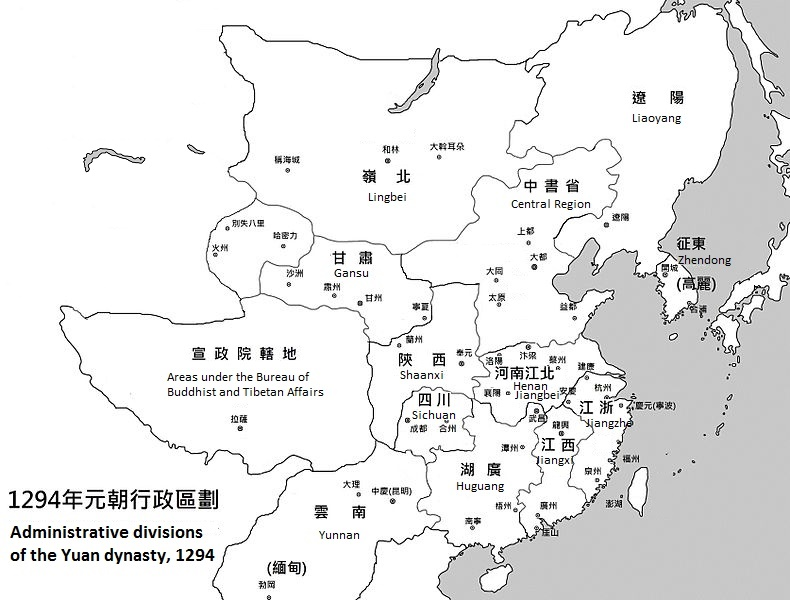
Административное деление монгольской империи Юань

Во времена империи Сун территория современной провинции в основном входила в состав регионов Цзинхубэй (荆湖北路) и Цзинсинань (京西南路).
После монгольского завоевания китайские земли были разделены на огромные регионы, управляемые син-чжуншушэнами. Земли современной провинции подчинялись в основном Хугуанскому и Хэнань-Цзянбэйскому син-чжуншушэнам.

## Империи Мин и Цин

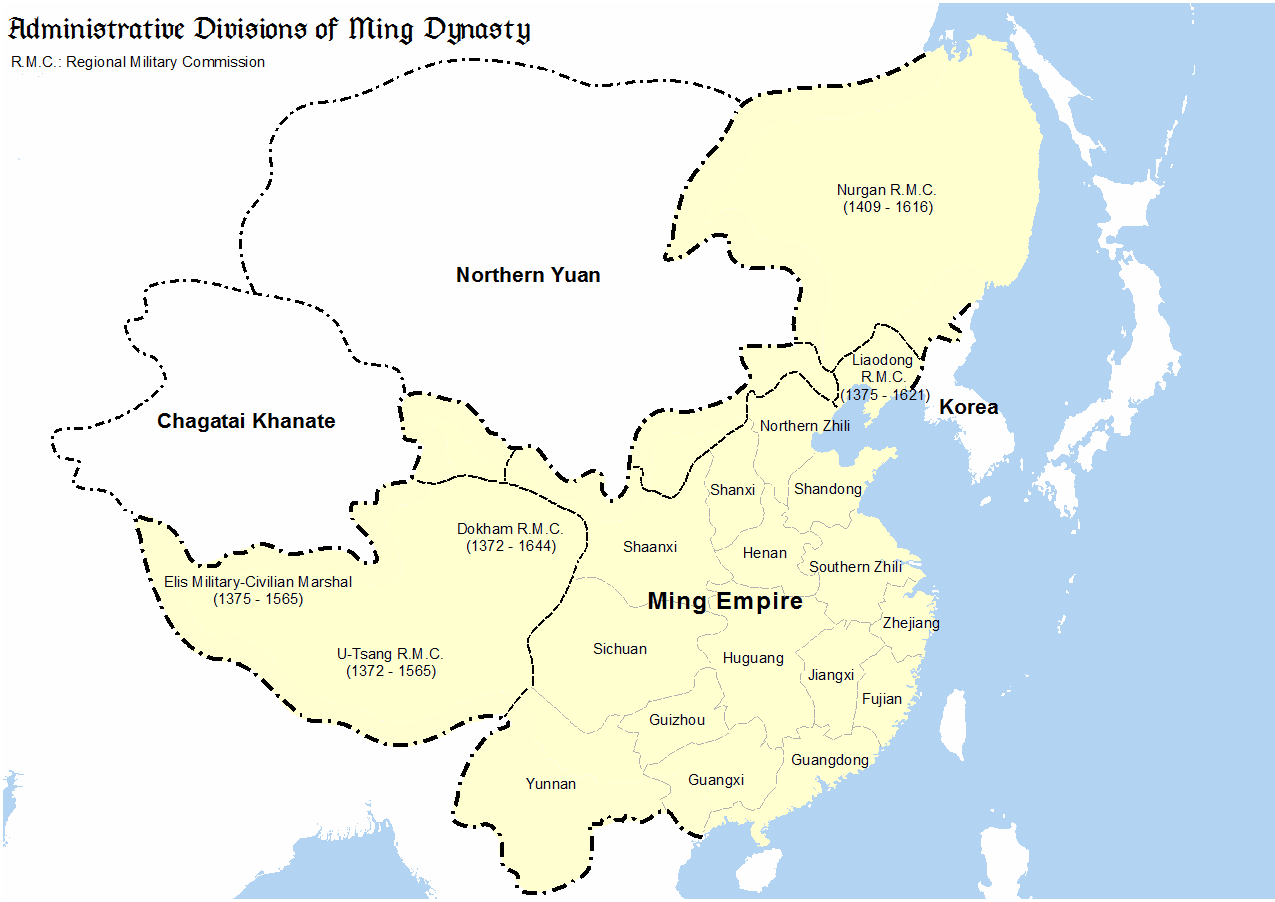
Административное деление империи Мин

В середине XIV века по всей стране начались антимонгольские восстания. В 1360-х годах повстанцы под командованием Чжу Юаньчжана взяли под контроль основную часть долины Янцзы, и в 1368 году была провозглашена империя Мин. Когда войска Чжу Юаньчжана взяли Цзянся, у него родился шестой сын — Чжу Чжэнь, поэтому после основания империи Мин, когда Чжу Чжэнь вырос — Чжу Юаньчжан дал ему титул «Чуского князя» (楚王), что дало толчок развитию Цзянся, ставшего центром княжеского удела. Уезд Цзянся стал местом пребывания властей Учанской управы, хотя сам уезд Учан находился ниже по течению Янцзы. Из-за этого дуализма место размещения властей управы стали называть «шан Учан» (上武昌, «верхний Учан»), а уезд Учан — «ся Учан» (下武昌, «нижний Учан»). Также в «верхнем Учане» разместился аппарат Хугуанского бучжэнши (чиновника, управляющего провинцией Хугуан).
Во второй половине XV века река Ханьшуй несколько раз меняла русло, и стала впадать в Янцзы примерно напротив Цзянся. На северном берегу Ханьшуй в месте её впадения в Янцзы стал расти посёлок Ханькоу.
После завоевания страны маньчжурами власти новой империи Цин в 1664 году разделили аппарат Хугуанского бучжэнши на «левый» и «правый»; в 1667 году «левый» и «правый» бучжэнши были переименованы в Хубэйского и Хунаньского бучжэнши. Аппарат Хубэйского бучжэнши разместился в «верхнем Учане», ему подчинялись 10 управ и 1 непосредственно управляемая область.
В 1860 году Цинская империя проиграла Вторую опиумную войну, и по условиям мирного договора была вынуждена открыть Ханькоу для иностранной торговли, в результате чего там сначала появился британский сеттльмент, а позднее — немецкий, русский, французский и японский сеттльменты. Во второй половине XIX века торговыми портами стали также Ичан и Шаши.
Во время Движения по усвоению заморских дел хугуанский наместник Чжан Чжидун основал в уезде Ханьян напротив «верхнего Учана» ряд военных мануфактур, что сделало эти земли одним из важнейших индустриальных центров Цинской империи.

## Период Китайской Республики

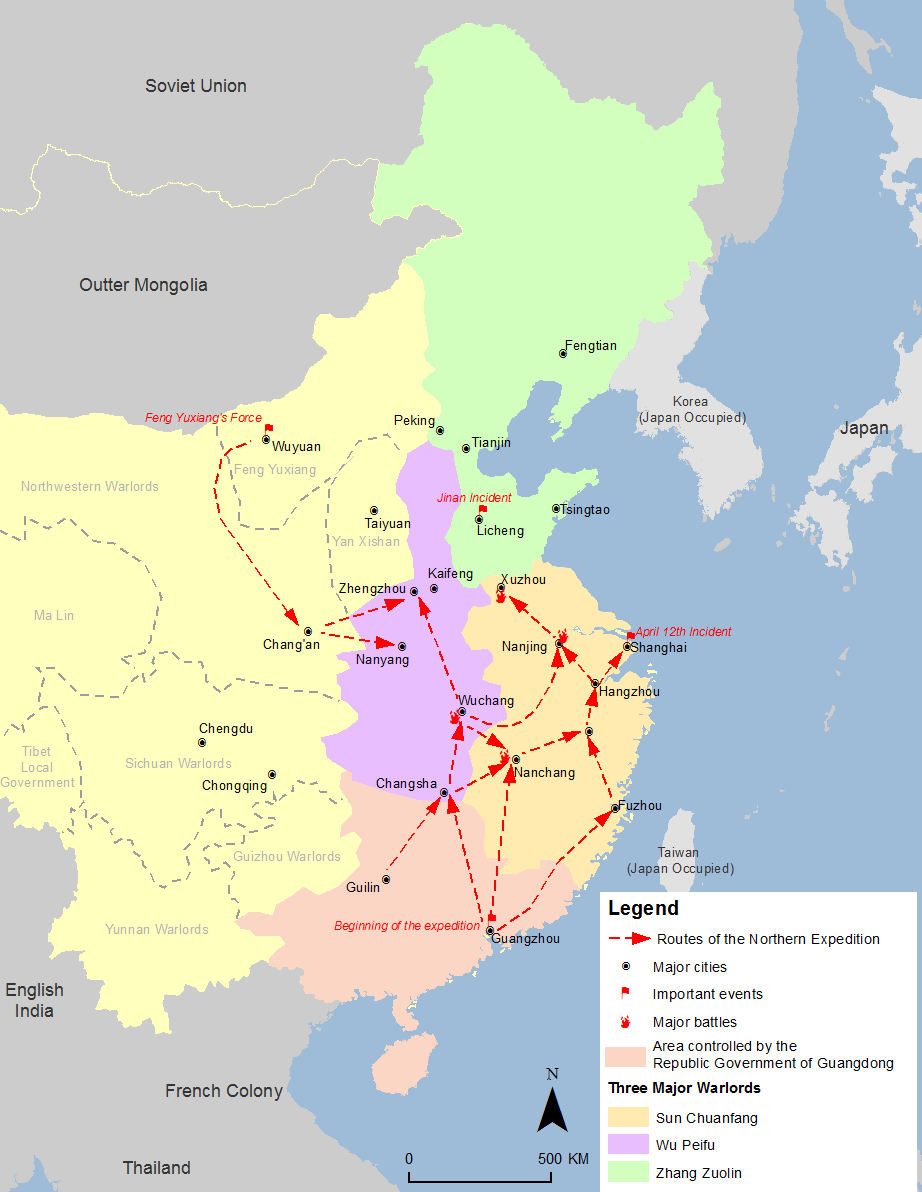
Северный поход Народно-революционной армии (1926-1928)

10 октября 1911 года сторонники Сунь Ятсена организовали в уезде Цзянся («верхнем Учане») Учанское восстание, которое привело к падению империи Цин и установлению в Китае республики. После Синьхайской революции была упразднена Учанская управа, а уезд Цзянся переименован в уезд Учан (武昌县), прежний же уезд Учан («нижний Учан», современный Эчжоу) был переименован в Шоучан (寿昌县).
После этого страна распалась на враждующие собой милитаристские группировки, и в 1926 году из провинции Гуандун начался Северный поход с целью объединения страны под руководством партии Гоминьдан. Осенью гоминьдановскими войсками был взят Учан, и было решено перенести сюда из Гуанчжоу столицу контролируемой гоминьдановцами территории. 21 ноября 1926 года гоминьдановским правительством был издан указ о том, что с 1 января 1927 года Учан, Ханьян и Ханькоу объединяются в единый город под названием «Ухань». В 1929 году Учан и Ханьян были вновь выделены в отдельные уезды, а Ханькоу остался городом провинциального подчинения. В 1932 году Ханькоу получил статус «особого города». В 1937 году уезды Учан (в котором размещались власти провинции Хубэй) и Ханьян были объединены в город Учан (武昌市).
В 1938 году трёхградье Ухань и его окрестности стали местом Сражения при Ухане во время Второй японо-китайской войны. После того как в 1938 году трёхградье захватили японцы, Ухань стал для Японии важным транспортным центром для операций в южном Китае. В мае 1940 года после битвы за Цзаоян и Ичан японцы овладели практически всем хубэйским участком Янцзы; гоминьдановские власти провинции переехали в последний неподконтрольный японцам кусок территории провинции — в Эньши, где и оставались до конца войны.

## В составе КНР
Во время гражданской войны северо-западная часть провинции Хубэй оказалась занята войсками коммунистов, подчинёнными Южно-Шэньсискому бюро КПК, поэтому после образования КНР оказалась под управлением структур провинции Шэньси, однако уже в 1950 году была возвращена в состав Хубэя. Новыми властями трёхградье Ухань было окончательно объединено в единый город Ухань, который до 1954 года являлся городом центрального подчинения. Остальная часть провинции была в это время разделена на 6 Специальных районов, плюс на базе посёлка Хуанши и волости Телу был создан Индустриально-горнодобывающий особый район Дае, который в августе 1950 года был преобразован в город Хуанши, напрямую подчинённый властям провинции Хубэй.
В связи с расколом между КНР и СССР в конце 1960-х годов руководство КНР решило, что было бы разумным соорудить в стране большое количество подземных сооружений с целью защиты военных и гражданских лиц КНР, а также высшего военно-политического руководства страны в случае ядерной войны. В рамках этой программы в конце 1960-х — начале 1970-х годов в провинции Хубэй была сооружена система подземных тоннелей, ставшая известной как «Проект 131».
В 1960-х годах административное деление провинции активно менялось, специальные районы сливались между собой и делились вновь. В 1970 году «специальные районы» были переименованы в «округа», а также была образована особая административная единица — лесной район Шэньнунцзя, с 1972 года переведённый в прямое подчинение властям провинции.
В связи с индустриализацией и урбанизацией, в 1980-х и 1990-х годах округа были преобразованы в городские округа, а ряд уездов стали городскими уездами. В юго-западной части провинции, где проживает значительное количество национальных меньшинств, ряд уездов были преобразованы в автономные уезды, а в 1983 году весь округ Эньши был преобразован в Эси-Туцзя-Мяоский автономный округ (в 1993 году был переименован в Эньши-Туцзя-Мяоский автономный округ). В 1994 году, когда округ Цзинчжоу был преобразован в городской округ, три городских уезда были выведены из его состава и подчинены напрямую властям провинции. Ухань активно рос, и включил в свой состав ряд уездов из состава окружающих его административных единиц.
В конце 2019 — начале 2020 года в провинции Хубэй произошла вспышка COVID-19, в результате чего значительная часть провинции была закрыта на карантин.